# Distretto di Xialu
Il distretto di Xialu (下陆区S, Xiàlù QūP) è un distretto della Cina, situato nella provincia di Hubei e amministrato dalla prefettura di Huangshi.